# Saldus novads
Saldus novads is een gemeente in Koerland in het westen van Letland. Hoofdplaats is de stad Saldus.
De huidige gemeente ontstond op 1 juli 2021, toen de bestaande gemeente werd uitgebreid met Brocēnu novads. Sindsdien komt het grondgebied overeen met dat van het vroegere district Saldus (1950-2009).
De eerdere gemeente was 2009 bij een herindeling tot stand gekomen uit de samenvoeding van de stad Saldus, het landelijke gebied van Saldus en de landelijke gemeenten Ezere, Jaunauce, Jaunlutriņi, Kursīši, Lutriņi, Nīgrande, Novadnieki, Pampāļi, Ruba, Šķēde, Vadakste, Zaņa, Zirņi en Zvārde.
Nationale steden (valstspilsētas):

Daugavpils  · Jelgava · Jūrmala · Liepāja · Rēzekne · Riga · Ventspils

Gemeenten (novadi):

Ādažu novads
· Aizkraukles novads
· Alūksnes novads
· Augšdaugavas novads
· Balvu novads
· Bauskas novads
· Cēsu novads
· Dienvidkurzemes novads
· Dobeles novads
· Gulbenes novads
· Jelgavas novads
· Jēkabpils novads
· Krāslavas novads
· Kuldīgas novads
· Ķekavas novads
· Limbažu novads
· Līvānu novads
· Ludzas novads
· Madonas novads
· Mārupes novads
· Ogres novads 
· Olaines novads
· Preiļu novads
· Rēzeknes novads 
· Ropažu novads
· Salaspils novads
· Saldus novads
· Saulkrastu novads
· Siguldas novads
· Smiltenes novads
· Talsu novads
· Tukuma novads
· Valkas novads
· Valmieras novads
· Varakļānu novads
· Ventspils novads 